# Maratón de Tokio

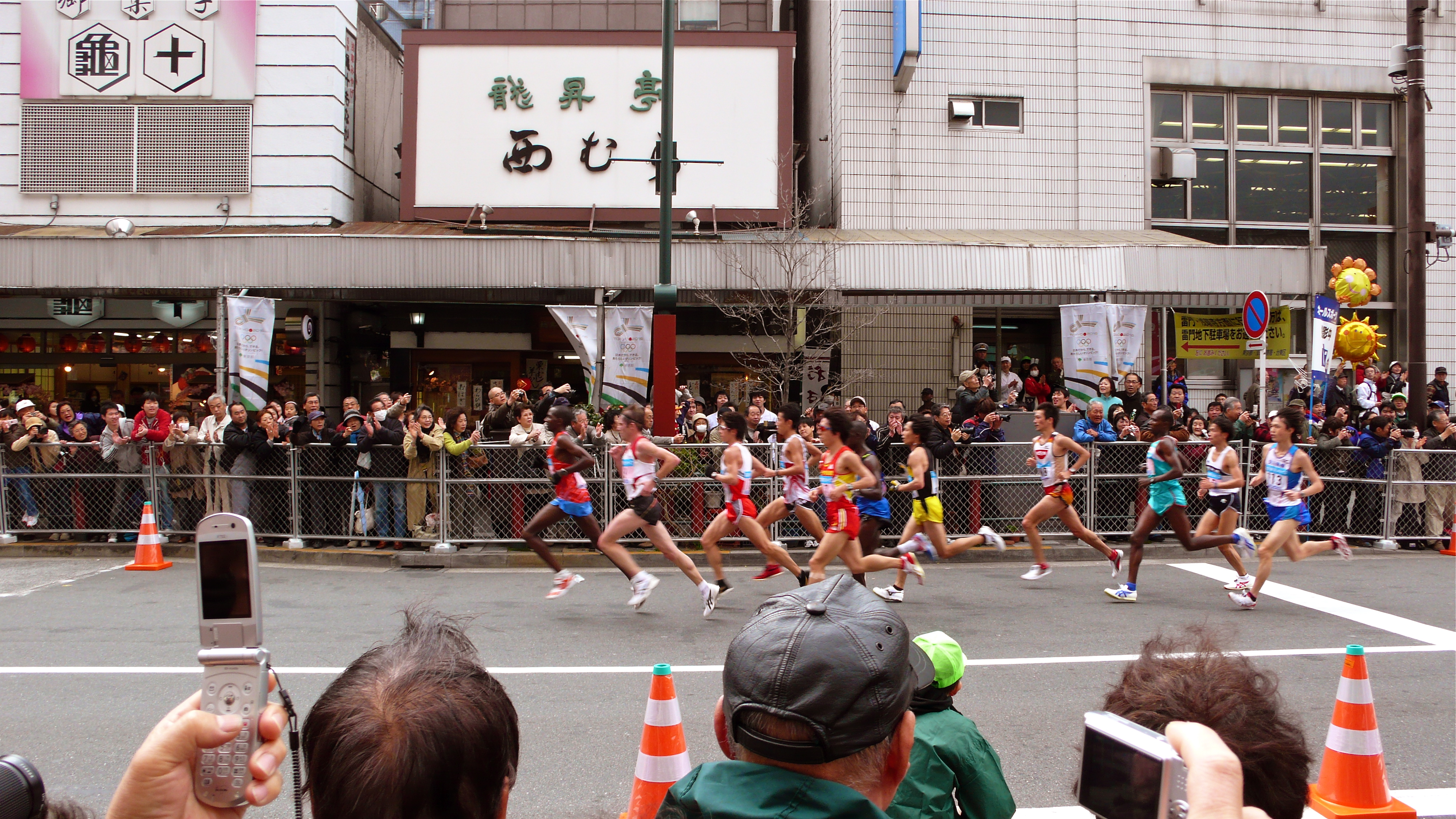
Maratón de Tokio en el año 2009

La maratón de Tokio se celebra anualmente desde 2007 en la ciudad de Tokio, capital de Japón. Junto con las maratones de Boston, Nueva York, Berlín, Chicago, Londres, la de los Juegos Olímpicos y la del Campeonato Mundial, es una de las más importantes del mundo. Está patrocinada por Tokyo Metro.
La primera edición contó con la participación de 30.000 corredores, 25.000 de los cuales se inscribieron para el maratón y 5.000 para la distancia de 10 km. Anteriormente se realizaban en la ciudad desde 1981, dos competiciones: el Tokyo International Marathon en los años impares y el New York Friendship International Marathon en los años pares. Ambas pruebas se fusionaron a partir de 2007 y dieron origen al actual Maratón de Tokio.

## Palmarés masculino

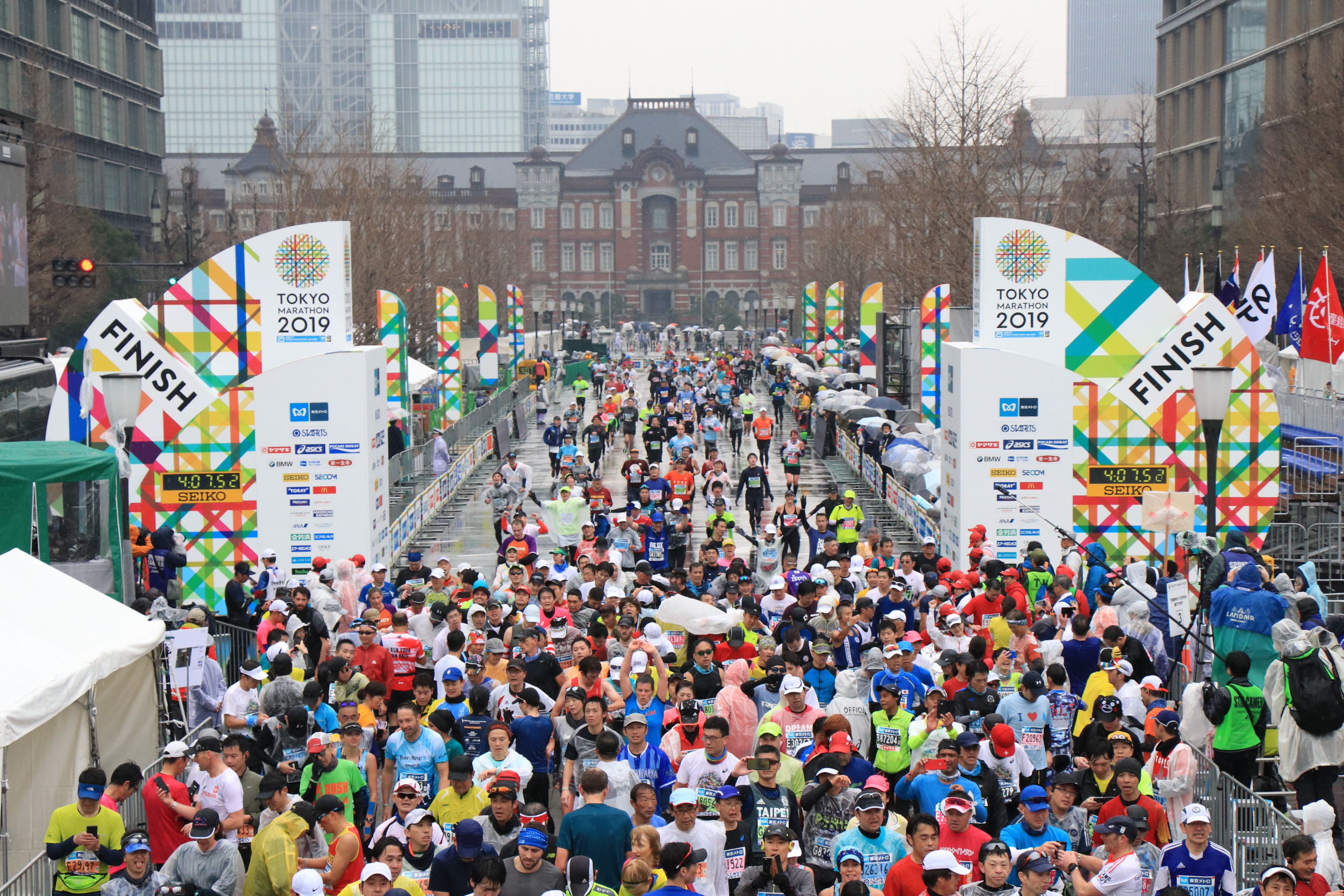
Maratón Tokio 2019

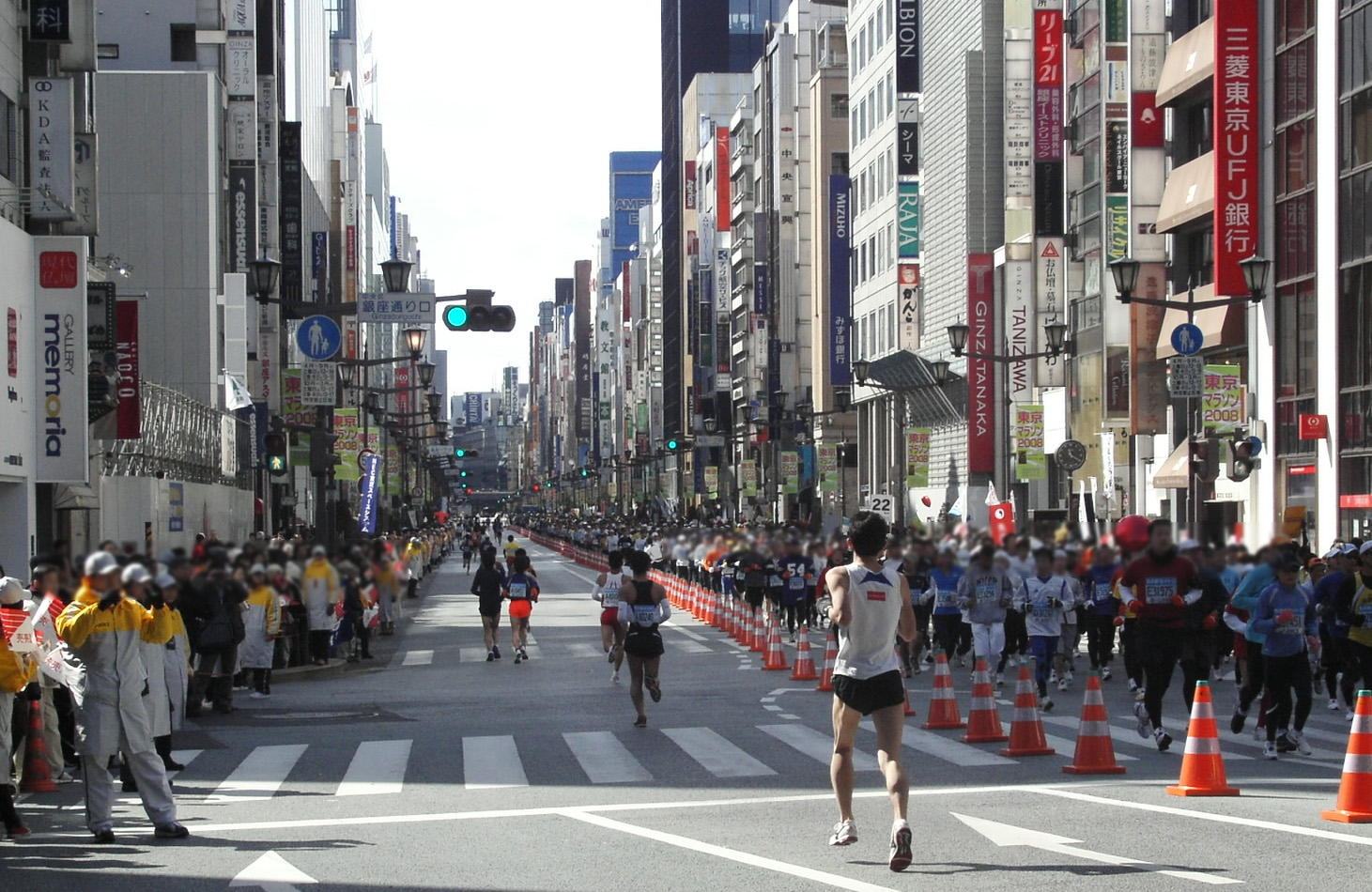

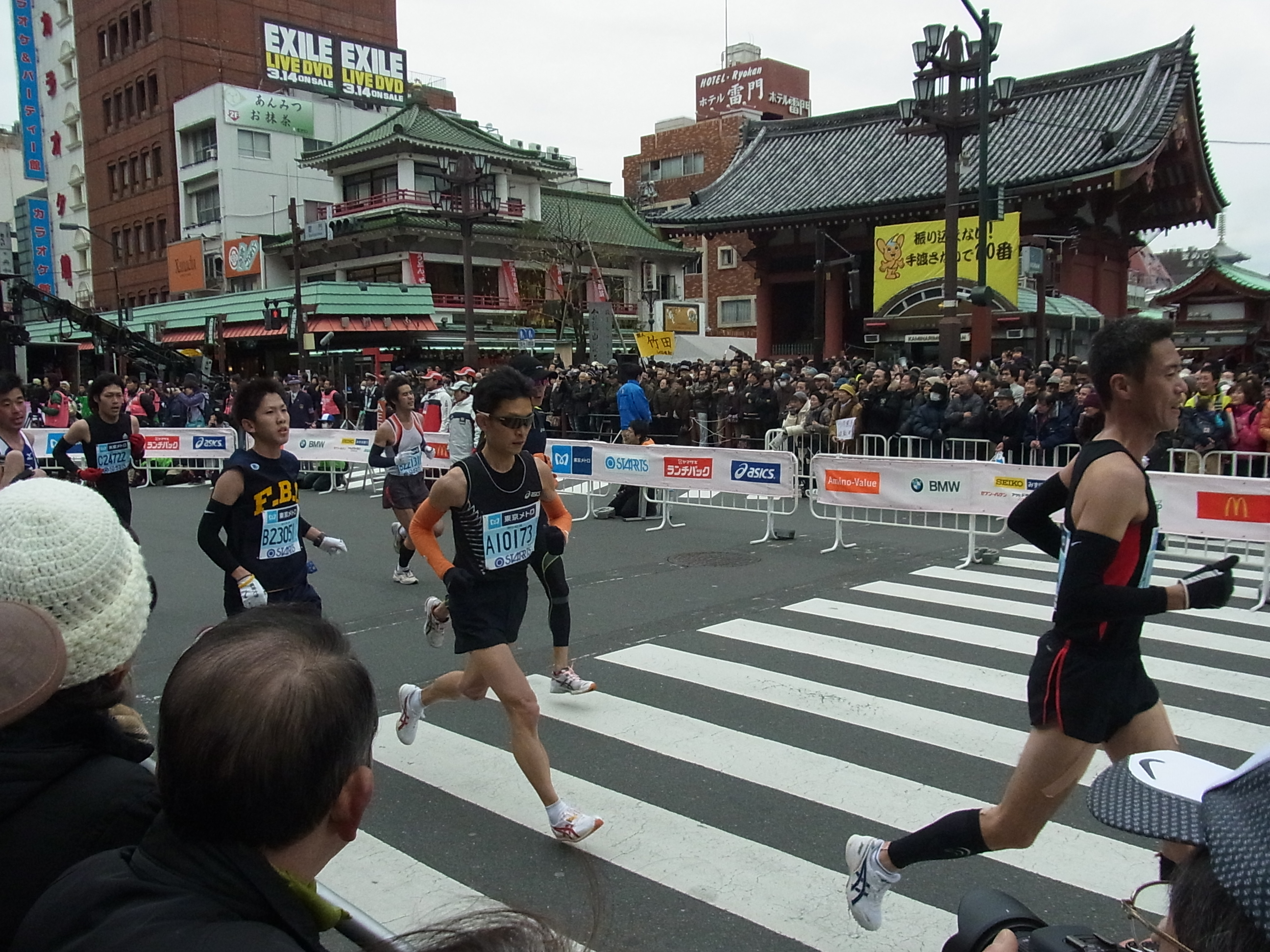

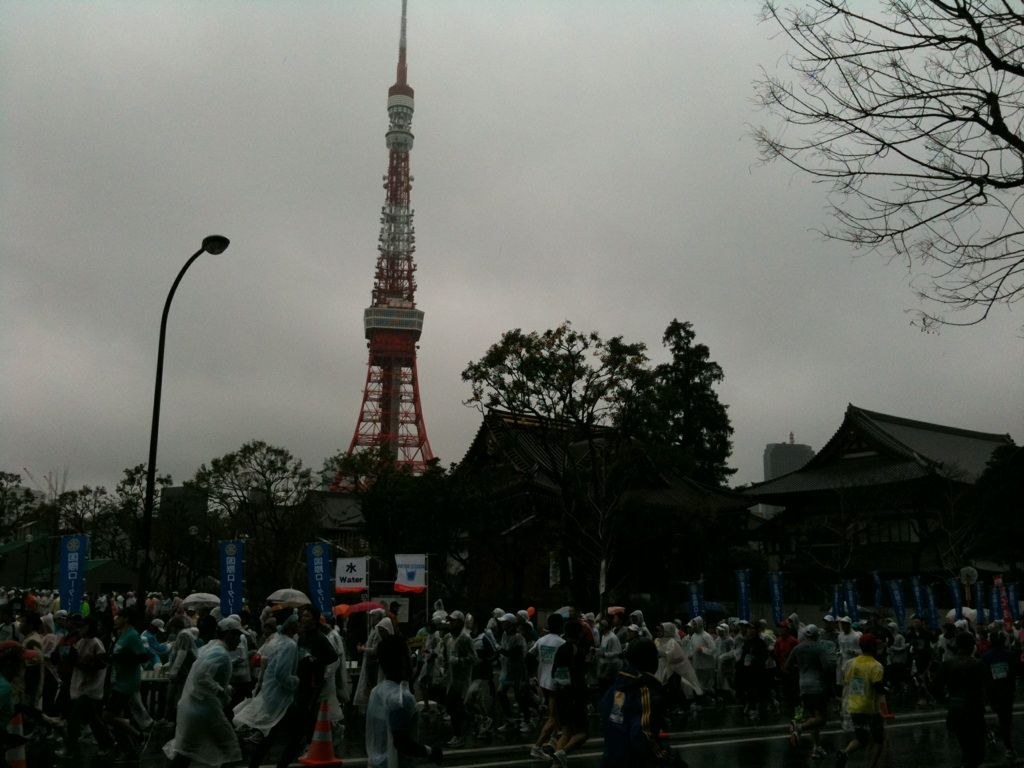
Passing Tokyo Tower in 2010

Récord de la prueba
| Año  | Ganador                               | Nacionalidad                          | Registro (h:m:s)                      |
| ---- | ------------------------------------- | ------------------------------------- | ------------------------------------- |
| 2007 | Daniel Njenga                         | Kenia                                 | 2:09:45                               |
| 2008 | Viktor Röthlin                        | Suiza                                 | 2:07:23                               |
| 2009 | Salim Kipsang                         | Kenia                                 | 2:10:27                               |
| 2010 | Masakazu Fujiwara                     | Japón                                 | 2:12:19                               |
| 2011 | Hailu Mekonnen                        | Etiopía                               | 2:07:35                               |
| 2012 | Michael Kipyego                       | Kenia                                 | 2:07:37                               |
| 2013 | Dennis Kimetto                        | Kenia                                 | 2:06:50                               |
| 2014 | Dickson Chumba                        | Kenia                                 | 2:05:42                               |
| 2015 | Endeshaw Negesse                      | Etiopía                               | 2:06:00                               |
| 2016 | Feyisa Lilesa                         | Etiopía                               | 2:06:56                               |
| 2017 | Wilson Kipsang                        | Kenia                                 | 2:03:58                               |
| 2018 | Dickson Chumba                        | Kenia                                 | 2:05:30                               |
| 2019 | Birhanu Legese                        | Etiopía                               | 2:04:48                               |
| 2020 | Birhanu Legese                        | Etiopía                               | 2:04:15                               |
| 2021 | Cancelada por la pandemia de COVID-19 | Cancelada por la pandemia de COVID-19 | Cancelada por la pandemia de COVID-19 |
| 2022 | Eliud Kipchoge                        | Kenia                                 | 2:02:40                               |
| 2023 | Deso Gelmisa                          | Etiopía                               | 2:05:22                               |
| 2024 | Benson Kipruto                        | Kenia                                 | 2:02:16                               |
| 2025 | Tadese Takele                         | Etiopía                               | 2:03:23                               |

## Palmarés femenino
Récord de la prueba
| Año  | Ganadora                              | Nacionalidad                          | Registro (h:m:s)                      |
| ---- | ------------------------------------- | ------------------------------------- | ------------------------------------- |
| 2007 | Hitomi Niiya                          | Japón                                 | 2:31:02                               |
| 2008 | Claudia Dreher                        | Alemania                              | 2:35:35                               |
| 2009 | Mizuho Nasukawa                       | Japón                                 | 2:25:38                               |
| 2010 | Alevtina Biktimirova                  | Rusia                                 | 2:34:39                               |
| 2011 | Noriko Higuchi                        | Japón                                 | 2:28:49                               |
| 2012 | Atsede Habtamu                        | Etiopía                               | 2:25:28                               |
| 2013 | Aberu Kebede                          | Etiopía                               | 2:25:34                               |
| 2014 | Tirfi Tsegaye                         | Etiopía                               | 2:22:23                               |
| 2015 | Birhane Dibaba                        | Etiopía                               | 2:23:15                               |
| 2016 | Helah Kiprop                          | Kenia                                 | 2:21:27                               |
| 2017 | Sarah Chepchirchir                    | Kenia                                 | 2:19:47                               |
| 2018 | Birhane Dibaba                        | Etiopía                               | 2:19:52                               |
| 2019 | Ruti Aga                              | Etiopía                               | 2:20:40                               |
| 2020 | Lonah Chemtai Salpeter                | Israel                                | 2:17:45                               |
| 2021 | Cancelada por la pandemia de COVID-19 | Cancelada por la pandemia de COVID-19 | Cancelada por la pandemia de COVID-19 |
| 2022 | Brigid Kosgei                         | Kenia                                 | 2:16:02                               |
| 2023 | Rosemary Wanjiru                      | Kenia                                 | 2:16:28                               |
| 2024 | Sutume Kebede                         | Etiopía                               | 2:15:55                               |
| 2025 | Sutume Kebede                         | Etiopía                               | 2:16:31                               |